# Glen Jean
Glen Jean est une census-designated place américaine dans le comté de Fayette, en Virginie-Occidentale. Située à une altitude de 494 mètres, elle est partiellement protégée au sein d'une exclave des parc national et réserve de New River Gorge. L'un de ses bâtiments remarquables est la Bank of Glen Jean, laquelle est inscrite au Registre national des lieux historiques depuis le 10 février 1983.